# Övningslärare
Övningslärare (övningslärarinna) var förr vid läroverken, i motsats till ämneslärare, beteckning på lärare som undervisade i enbart övningsämnen, det vill säga musik, gymnastik, slöjd eller teckning. Övningslärare förekom även i folkskolan.